# Potentilla oblanceolata
Potentilla oblanceolata es una especie de planta del género Potentilla, perteneciente a la familia Rosaceae.

## Taxonomía
Potentilla oblanceolata fue descrita por Per Axel Rydberg en 1898.

## Distribución
Se encuentra en el territorio noreste de México.